# Patāmundai
Patāmundai är en ort i Indien.   Den ligger i distriktet Kendrapara och delstaten Odisha, i den östra delen av landet, 1 300 km sydost om huvudstaden New Delhi. Patāmundai ligger 7 meter över havet och antalet invånare är 34 400.
Terrängen runt Patāmundai är mycket platt. Runt Patāmundai är det tätbefolkat, med 683 invånare per kvadratkilometer. Närmaste större samhälle är Kendrāparha, 16,7 km sydväst om Patāmundai. Trakten runt Patāmundai består till största delen av jordbruksmark.